# Biohazard 4D-Executer
Biohazard 4D-Executer is een Japanse film uit 2000, geregisseerd door Koichi Ohata en geschreven door Daisuke Okamoto. De hoofdrollen zijn ingesproken door Masaki Aizawa, Hiroto Torihata, Hideto Ebihara, Tadasuke Omizu, Yoshiyuki Kaneko en Yurika Hino.
De film is geen vervolg op de Resident Evil-reeks maar een losstaande verfilming van de computerspellen van Resident Evil.
Deze film is alleen in Japan uitgebracht en duurt 19 minuten en 59 seconden. Sinds 2000 is de film te zien in pretparkbioscopen in Japan. De kamers waar de film wordt vertoond zijn uitgerust met stoelen op hydraulische cilinders, om de sensaties van de personages op het scherm zo goed mogelijk over te brengen op de toeschouwers.

## Verhaal
De film begint in Raccoon City waar de inwoners zijn getransformeerd in zombies. Een militaire eenheid U.B.C.S. (Umbrella Biohazard Countermeasure Service) onder leiding van Claus wordt naar de stad gestuurd om Dr. Cameron te redden.

## Stemverdeling
- Masaki Aizawa - Claus
- Hiroto Torihata - Roger
- Hideto Ebihara - Ed
- Tadasuke Omizu - Robert
- Yoshiyuki Kaneko - Norman
- Yurika Hino - Dr. Cameron